# سهیلا گلستانی
سهیلا گلستانی (زاده ۱۳۵۹ در تهران) بازیگر، دوبلور، کارگردان و نویسنده اهل ایران است. گلستانی فارغ‌التحصیل رشته تئاتر گرایش صحنه است.

## کارنامه هنری

### نویسنده و کارگردان
- دو (۱۳۹۳)

### بازیگر فیلم سینمایی
| سال  | فیلم                   | نقش        | کارگردان           | توضیحات             | منبع |
| ---- | ---------------------- | ---------- | ------------------ | ------------------- | ---- |
| ۱۴۰۳ | دانه‌ی انجیر معابد      |            | محمد رسول‌اف        | نقش‌آفرینی بدون حجاب |      |
| ۱۳۹۶ | گرگ‌بازی                | مینا       | عباس نظام‌دوست      |                     |      |
| ۱۳۹۳ | بوفالو                 | شکوفه      | کاوه سجادی حسینی   |                     |      |
| ۱۳۹۲ | امروز                  | صدیقه      | رضا میرکریمی       |                     |      |
| ۱۳۹۲ | بیداری برای سه روز     |            | مسعود امینی تیرانی |                     |      |
| ۱۳۹۲ | شب، بیرون              |            | کاوه سجادی حسینی   |                     |      |
| ۱۳۹۱ | میهمان داریم           |            | محمدمهدی عسگرپور   |                     |      |
| ۱۳۸۸ | چهل‌سالگی               | مهناز      | علیرضا رئیسیان     |                     |      |
| ۱۳۸۵ | نصف مال من، نصف مال تو | سپیده جزوی | اصغر عبداللهی      |                     |      |

### بازیگر فیلم و سریال تلویزیونی
| سال  | نام        | کارگردان        | توضیحات        |
| ---- | ---------- | --------------- | -------------- |
| ۱۴۰۰ | خودخواسته  | علیرضا بذرافشان | شبکه یک        |
| ۱۳۹۰ | وضعیت سفید | حمید نعمت‌اله    | شبکه سه        |
| ۱۳۸۷ | دماغ       | فرزاد مؤتمن     | فیلم تلویزیونی |
| ۱۳۸۲ | باغ بلور   | رامبد جوان      | پخش نشد        |
| ۱۳۸۲ | کیمیای مهر | محمدتقی رنجبر   | شبکه یک        |

## همراهی با اعتراضات ضدحکومتی
در روزهای اولیه آذر ۱۴۰۱ در همراهی با خیزش ۱۴۰۱ ایران و به حجاب اجباری و تن ندادن به بازبینی در آثار، یک ویدیو از سهیلا گلستانی که در آن به همراه چند بازیگر دیگر بدون حجاب برابر دوربین ظاهر شده بود منتشر شد. این حرکت اعتراضی بعدتر با همان شکل و سبک، توسط گروه‌های دیگری از هنرمندان ایرانی و نیز خارجی تکرار شد.

### بازداشت
به دنبال انتشار این ویدئو و بازتاب گسترده آن، گلستانی و حمید پورآذری ۸ آذر ۱۴۰۱ بازداشت شدند. گلستانی سرانجام ۲۰ آذر ۱۴۰۱ با قید وثیقه آزاد شد.

## جوایز و افتخارات
| سال  | جشنواره                               | بخش                       | اثر          | نتیجه    | جایزه         | منبع  |
| ---- | ------------------------------------- | ------------------------- | ------------ | -------- | ------------- | ----- |
| ۱۳۹۲ | سی و دومین جشنواره بین‌المللی فیلم فجر | بهترین بازیگر نقش مکمل زن | میهمان داریم | نامزدشده | سیمرغ بلورین  | [ ۶ ] |
| ۲۰۱۵ | جشنواره فیلم شب‌های سیاه تالین         | بهترین فیلم               | دو           | نامزدشده | جایزه Tridens |       |